# Refugiados y solicitantes de asilo en Hong Kong
Los refugiados y los solicitantes de asilo en Hong Kong comprenden una pequeña parte de la población total de la ciudad. Históricamente, después de las secuelas que dejó la guerra y la crisis que sufrió la región, se solía permitir el paso a las oleadas de refugiados. A partir de agosto de 2015, había alrededor de 9900 solicitantes de asilo. La mayoría procedían de Asia del Sur y esperaban alguna respuesta a sus solicitudes. Sin embargo, en última instancia, prácticamente ninguna de estas solicitudes obedecía a motivos fiables. La política de asilo ha abierto un debate público que incluye críticas acerca del coste elevado de mantenimiento de los solicitantes de asilo y de los casos en los que los refugiados abusan del procedimiento sin que el riesgo de tortura o de persecución esté probado.

## Historia
La agitación en la zona ha motivado la llegada de una oleada de refugiados a la ciudad. Tanto el final de la guerra civil en China en 1949, como el de la guerra de Vietnam, han acarreado la presencia de cientos de miles de refugiados chinos y vietnamitas. Finalmente, esto fue lo que sucedió con todas las solicitudes que hicieron los refugiados: se asentó a 143.700 refugiados vietnamitas en países del Tercer Mundo y alrededor de 67.000 emigrantes vietnamitas fueron deportados de vuelta a Vietnam. Solo unos 1000 refugiados vietnamitas obtuvieron el permiso para residir e integrarse en Hong Kong.
En 2004, después de que un Tribunal de Apelación ordenara al gobierno de Hong Kong que considerara todas las solicitudes de forma individual, se puso en funcionamiento un sistema (propuesto por los solicitantes de asilo), que se tenía que basar en la valoración individual de las demandas que estaban relacionadas con torturas. Después de esta decisión, el número de solicitantes de asilo aumentó dramáticamente.
En marzo del 2013 el Tribunal de Apelación declaró que la resolución de las solicitudes de los refugiados estaba sometida a control judicial. La jurisprudencia dio pie a que Hong Kong reestructurara el sistema mediante el cual se consideraban las solicitudes. El Alto Comisionado de las Naciones Unidas para los Refugiados (ACNUR) solía llevar a cabo las resoluciones relacionadas con la condición de los refugiados y se encargaba de reasentar a los refugiados que estaban en Hong Kong en países del Tercer Mundo. Gracias al impulso del tribunal, Hong Kong puso en práctica en 2014 un Mecanismo Unificado de Selección.
Durante los años 2014 y 2015, la cantidad de solicitudes de asilo se ha disparado: ha aumentado un 70% desde principios de 2014 hasta mediados del 2015 debido a la consolidación de las solicitudes tanto por persecución, como por tortura, bajo el Mecanismo Unificado de Selección.

## Mecanismo Unificado de Selección
Desde 2014, el sistema que se usa para el estudio de los refugiados y para las denuncias de tortura en Hong Kong se lleva a cabo bajo el marco común del Mecanismo Unificado de Selección y lo administra el Departamento de Inmigración. Este mecanismo consolida el proceso que previamente se había compartido con el ACNUR, que tenía en cuenta a los solicitantes de asilo que habían declarado riesgo de persecución y en el que el gobierno de Hong Kong evaluaba las declaraciones relacionadas con el riesgo de tortura. El rechazo de las reivindicaciones que formuló el departamento está sujeto a apelación ante los tribunales de Hong Kong.
La posibilidad de éxito de los demandantes por tortura es baja. En 2013, la Sección de Evaluación de Denuncia de Tortura del Departamento de Inmigración examinó 4532 reclamaciones, de las cuales sólo 12 se podían admitir y corroborar.

### Abuso de procedimiento
La posición oficial del gobierno, según declaró un portavoz del Departamento de Inmigración en 2012, es que Hong Kong tiene una "arraigada política según la cual no concedemos asilo y no admitimos a individuos que buscan obtener la condición de refugiado" y hacen referencia al miedo a que los solicitantes de asilo abusen del procedimiento, dada la prosperidad económica de la ciudad y la política liberal que mantienen en cuanto a visados.
El Informe Anual de 2013 del Departamento de Inmigración señala que la mayor parte de las demandas por tortura se archivan tras ser el demandante detenido por incumplimiento de la legislación de Hong Kong, informado de su expulsión de Hong Kong, o tras denegarle el ACNUR la solicitud para adquirir la condición de refugiado.
El periódico South China Morning Post ha remarcado que algunos solicitantes de asilo no interponen denuncias por tortura del todo fiables y que la usan como medio para evitar la deportación y poder trabajar ilegalmente en Hong Kong durante años, que es el tiempo que puede tomar procesar las reclamaciones.

## Estadísticas demográficas
Desde agosto de 2015, hay cerca de 9900 solicitantes de asilo procedentes, en su mayoría, de Asia del Sur, que esperan la resolución a su petición. Más de la mitad de los solicitantes provienen de los tres siguientes países de Asia Meridional: Pakistán, India y Bangladés.
Dado el alto coste de los alquileres en la ciudad, los solicitantes de asilo tienen que vivir en viviendas de bajo coste, que pagan con el subsidio de alquiler básico que les facilita el gobierno de Hong Kong. El céntrico Chungking Mansions es un complejo residencial muy popular, con viviendas para los solicitantes de asilo, que pueden encontrar alojamiento por poco dinero en bloques residenciales de hasta 17 pisos. En los bajos de este edificio hay muchas tiendas que venden productos extranjeros al por mayor y objetos para los mochileros. En las afueras, los solicitantes de asilo viven en las zonas rurales de Hong Kong, donde se puede encontrar alojamiento más barato.

## Coste y asistencia
El coste total de la asistencia a los solicitantes de asilo en los años 2013-14 fue de 450 millones de dólares de Hong Kong (alrededor de 60 millones de dólares estadounidenses). El gobierno ofrece un subsidio de alquiler, comida y atención médica a los solicitantes de asilo a los que no se les permite trabajar mientras se examinen sus solicitudes. Los cupones para comida se proporcionan cada mes. Públicamente, a los solicitantes de asilo que no pueden permitirse contratar a un abogado, se les facilita una representación jurídica financiada.
El hecho de que costara tanto mantener a los solicitantes de asilo, fue una de las razones por la cual el Partido Liberal propuso en 2015 retirar el visado de entrada gratuita a los indios. Sin embargo, debido a la presión de "los diplomáticos indios y los empresarios prominentes", la propuesta no se llevó a cabo.

## Delincuencia
Según la opinión pública de Hong Kong, se puede relacionar a los solicitantes de asilo con un alto nivel de delincuencia callejera. La Primera Visión, una ONG que defiende a los refugiados, argumenta que la actividad delictiva por parte de los solicitantes de asilo se debe a que "el sistema de asilo de Hong Kong está mal estructurado" y a que no les proporciona "suficiente asistencia social" y les prohíbe trabajar.
Una presunta violación que cometió un solicitante de asilo en junio de 2013 alarmó a todo Hong Kong y el Gobierno de la ciudad se planteó controlarlos mejor mediante el reforzamiento de la vigilancia policial. Un solicitante de asilo indio de 26 años, que vivía en Rhine Guesthouse, un hostal en Chungking Mansions, supuestamente violó a otra huésped, una mujer procedente de China continental.
A lo largo de 2015, la detención de 84 sospechosos desarticuló una importante red de narcotraficantes que operaba en Hong Kong. La mayoría de los sospechosos eran "africanos, principalmente procedentes de Gambia", que habían pedido asilo.